# 7C busz (Szombathely)
A szombathelyi 7C jelzésű autóbusz a Vasútállomástól közlekedett az Újtemetőig. Az Ikarus buszok 2009-ig közlekedtek ezen a viszonylaton. A vonalat a Vasi Volán Zrt. üzemeltette.

## Közlekedése
Mindennap közlekedett a csúcsidőkön kívül.

## Útvonala
| Vasútállomás → Újtemető |
| --- |
| Vasútállomás – Szelestey László utca – Vörösmarty Mihály utca – Szent Márton utca – Thököly Imre utca – Kiskar utca – Óperint utca – Kálvária utca – Jókai Mór utca – Brenner Tóbiás körút – Jáki út – Újtemető |

## Megállóhelyei
| 0  | 0  | Vasútállomás induló végállomás             |                               | Szombathely Helyi autóbusz-állomás, Éhen Gyula tér                                                                      |
| 2  | 2  | 56-osok tere (Vörösmarty utca)             | 1, 2C, 3, 6, 8                | 56-osok tere, Vámhivatal, Földhivatal, Államkincstár, Gyermekotthon                                                     |
| 4  | 4  | Aluljáró (Szent Márton utca)               | 1, 3, 6, 8                    | Borostyánkő Áruház, Vásárcsarnok, Vízügyi Igazgatóság                                                                   |
| 6  | 5  | Városháza                                  | 1, 1A, 3, 3A, 6, 8, 9, 26, 27 | Városháza, Fő tér, Isis irodaház, Okmányiroda                                                                           |
| 8  | 7  | Óperint üzletház                           | 1U, 23, 26                    | Óperint üzletház, Nyomda, Kiskar utcai rendelő, Evangélikus templom                                                     |
| 10 | 9  | Géfin Gyula utca                           | 22, 26                        | Szombathelyi TV, Öntöde Sportcentrum, Reményik Sándor Evangélikus Általános Iskola                                      |
| 11 | 10 | Nyugdíjasok Otthona                        | 2A, 2C, 22                    | Nyugdíjasok Otthona, Kálvária, Szent István park, Bagolyvár                                                             |
| 13 | 11 | Nagyvárad utca (Jelenleg: Tóth István tér) | 2A, 2C                        | Bagolyvár, Tóth István tér                                                                                              |
| 14 | 12 | Savaria Plaza                              |                               | SAVARIA PLAZA, Szalézi tér, Szalézi templom, Jáki úti rendelő, Apáczai Waldorf Általános Iskola, Fiatal Házasok Otthona |
| 15 | 13 | Jáki út 24.                                |                               | |
| 17 | 14 | Újtemető érkező végállomás                 |                               | Újtemető |

1. ↑  Tanszüneti munkanapokon a második menetidő oszlopban található menetidő volt érvényes.

## Menetrend

### Vasútállomástól indul
| Óra | Munkanapokon | Szabadnapokon | Munkaszüneti napokon | Tanszüneti munkanapokon |
| --- | ------------ | ------------- | -------------------- | ----------------------- |
| 8   | 30           | 30            | 30                   | 30                      |
| 9   | 30           | 30            | 30                   | 30                      |
| 10  | 30           | 30            | 30                   | 30                      |
| 11  | 30           | 30            | 30                   | 30                      |
| 12  | 30           | 30            | 30                   | 30                      |
| 18  | 10, 50       | 30            | 30                   | 10, 50                  |
| 19  | 30           | 30            | 30                   | 30                      |
| 20  | 30           | 30            | 30                   | 30                      |
| 21  | 30           | 30            | 30                   | 30                      |
| 22  | 30           | 30            | 30                   | 30                      |